# Putlitz

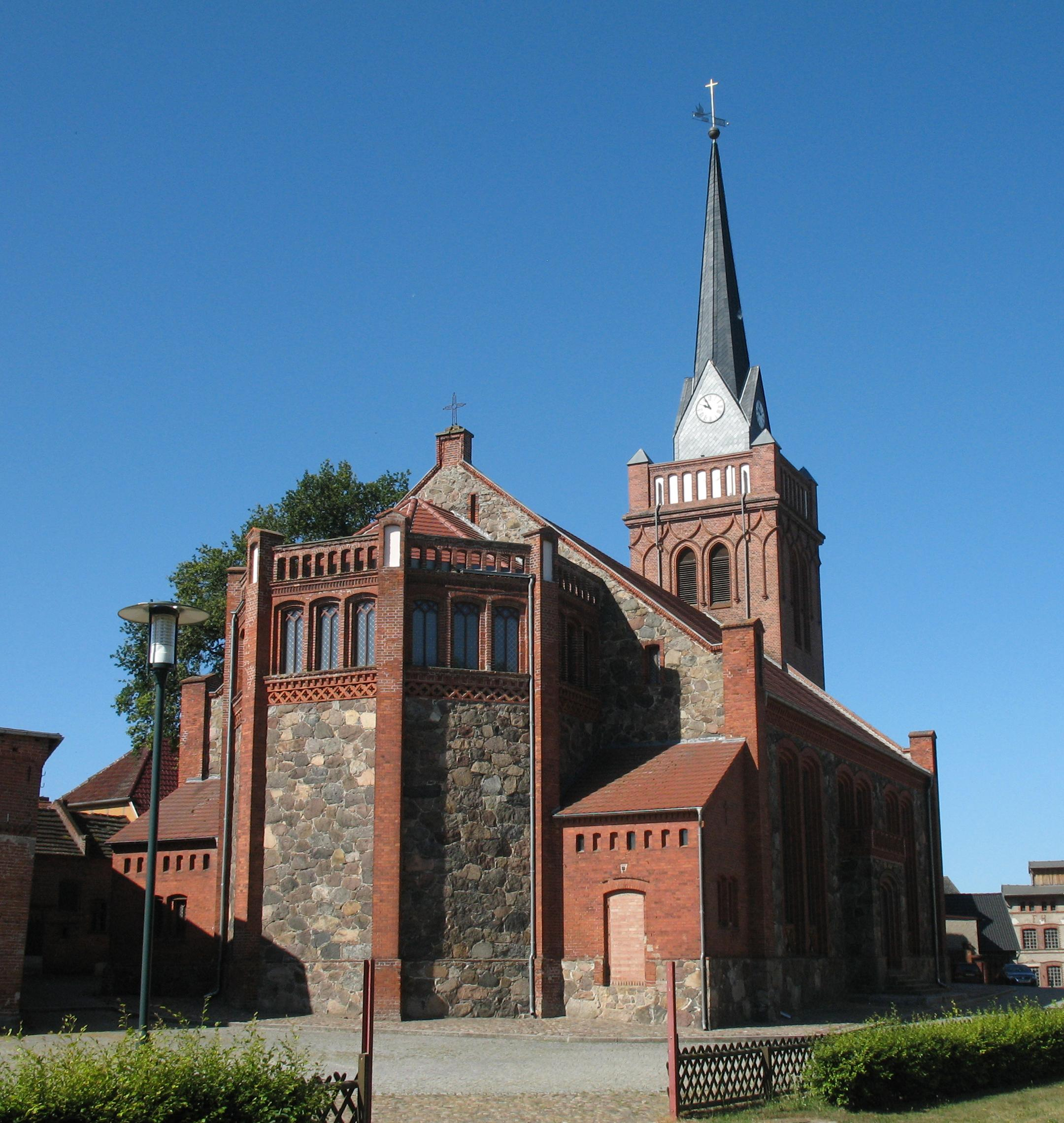
Chiesa

Putlitz è una città di 2 589 abitanti del Brandeburgo, in Germania.

Appartiene al circondario (Landkreis) del Prignitz (targa PR) ed è capoluogo della comunità amministrativa (Amt) di Putlitz-Berge.

## Geografia antropica

### Suddivisioni amministrative
Putlitz si divide in 9 zone, corrispondenti all'area urbana e a 8 frazioni (Ortsteil):
- Putlitz (area urbana), con la località:
  - Karlshof
- Laaske, con la località:
  - Jakobsdorf
- Lockstädt
- Lütkendorf
- Mansfeld
- Nettelbeck, con la località:
  - Krumbeck
- Porep
- Sagast, con la località:
  - Neu Sagast
- Telschow-Weitgendorf

## Società

### Evoluzione demografica
| Anno | Abitanti |
| ---- | -------- |
| 1875 | 4 628    |
| 1890 | 4 291    |
| 1910 | 4 292    |
| 1925 | 4 493    |
| 1933 | 4 611    |
| 1939 | 4 308    |
| 1946 | 6 520    |
| 1950 | 6 391    |
| 1964 | 4 832    |
| 1971 | 4 760    |

| Anno | Abitanti |
| ---- | -------- |
| 1981 | 3 929    |
| 1985 | 3 753    |
| 1989 | 3 733    |
| 1990 | 3 694    |
| 1991 | 3 599    |
| 1992 | 3 532    |
| 1993 | 3 481    |
| 1994 | 3 470    |
| 1995 | 3 422    |
| 1996 | 3 405    |

| Anno | Abitanti |
| ---- | -------- |
| 1997 | 3 332    |
| 1998 | 3 329    |
| 1999 | 3 329    |
| 2000 | 3 244    |
| 2001 | 3 209    |
| 2002 | 3 193    |
| 2003 | 3 147    |
| 2004 | 3 098    |
| 2005 | 3 068    |
| 2006 | 3 009    |

| Anno | Abitanti |
| ---- | -------- |
| 2007 | 2 973    |
| 2008 | 2 921    |
| 2009 | 2 850    |
| 2010 | 2 780    |
| 2011 | 2 761    |
| 2012 | 2 758    |
| 2013 | 2 730    |

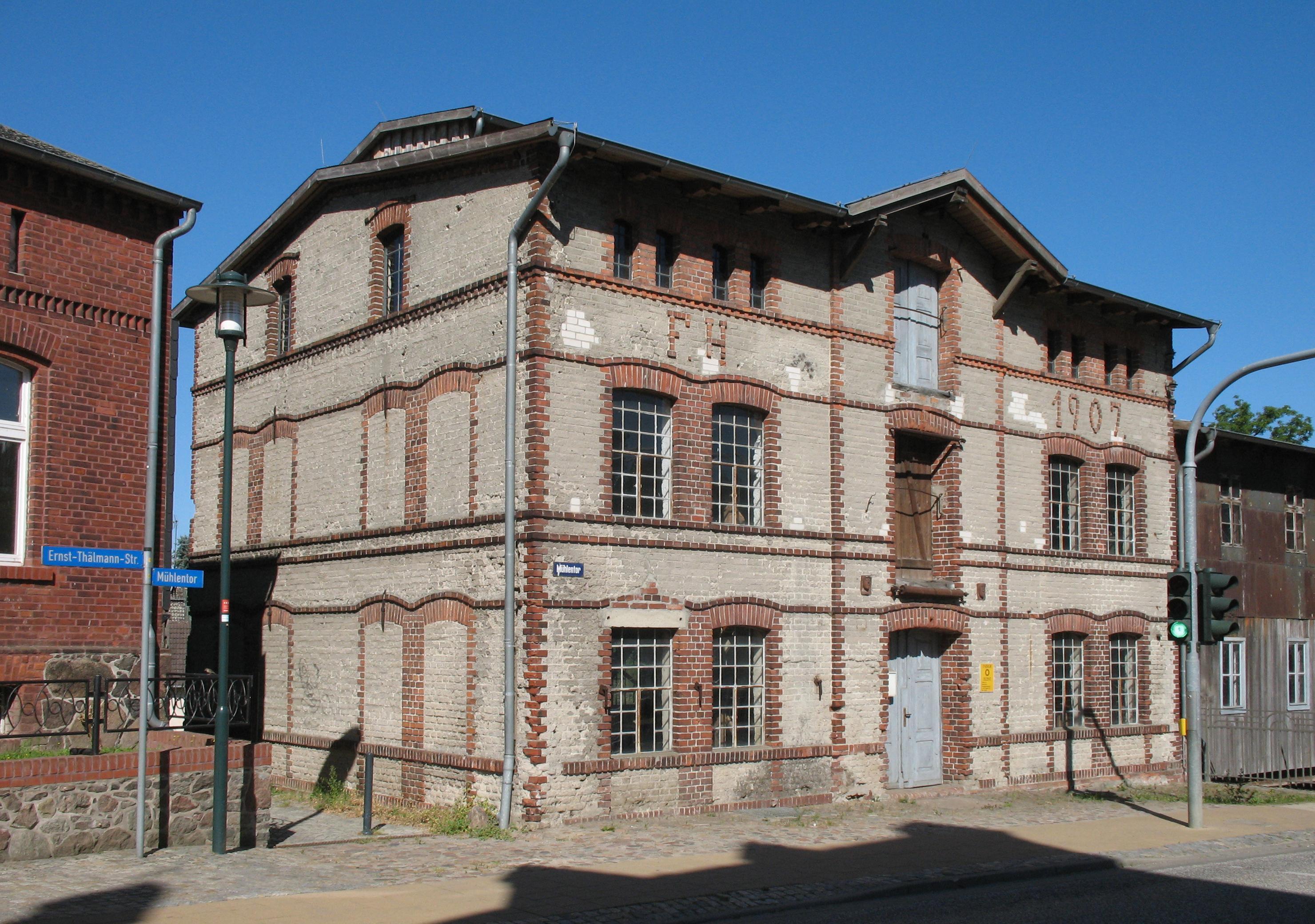
Mulino ad acqua
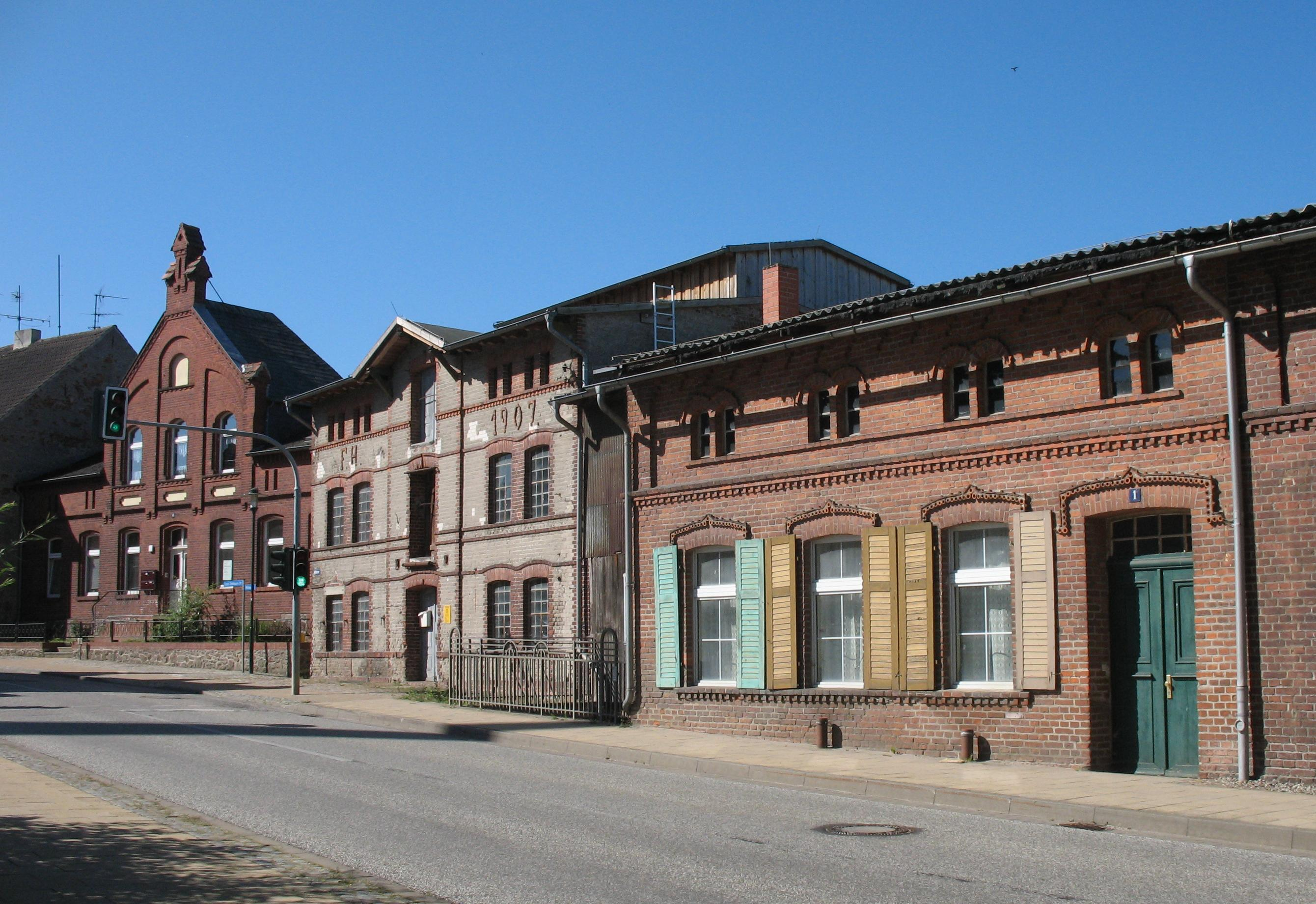